# Mimulopsis
- Commons
- Wikispecies

Mimulopsis Schweinf., segundo o Sistema APG II, é um gênero botânico da família Acanthaceae, natural de Madagascar e regiões tropicais da África.

## Espécies
| - Mimulopsis affinis - Mimulopsis alpina - Mimulopsis angustata - Mimulopsis arborescens - Mimulopsis armata - Mimulopsis bagshawei - Mimulopsis bicalcarata - Mimulopsis catati - Mimulopsis dasyphylla - Mimulopsis diffusa | - Mimulopsis elliotii - Mimulopsis excellens - Mimulopsis forsythii - Mimulopsis glandulosa - Mimulopsis hildebrandtii - Mimulopsis isoglossoides - Mimulopsis kilimandscharica - Mimulopsis lanceolata - Mimulopsis longisepala - Mimulopsis madagascariensis | - Mimulopsis runssorica - Mimulopsis sesamoides - Mimulopsis solmsii - Mimulopsis spathulata - Mimulopsis speciosa - Mimulopsis thomsoni - Mimulopsis usumburensis - Mimulopsis velutinella - Mimulopsis violacea |

- «Lista das espécies»

## Nome e referências
Mimulopsis Schweinf., 1868

## Classificação do gênero
| Sistema | Classificação                       | Referência            |
| ------- | ----------------------------------- | --------------------- |
| APG II  | Ordem Lamiales, família Acanthaceae | APweb, versão 9, 2008 |